# Tkanina introligatorska
Tkanina introligatorska – wyrób włókienniczy tkany, służący do wykonywania opraw introligatorskich. Tkaniny introligatorskie dzielą się na płótna introligatorskie oraz taśmy i wstążki.